# Žao Šu-š’
Žao Šu-š’ (čínsky pchin-jinem Ráo Shùshí, znaky zjednodušené 饶漱石, tradiční 饒漱石; 23. listopadu 1903 – 2. března 1975) byl čínský komunistický politik. Do Komunistické strany Číny vstoupil roku 1925, účastnil se občanské války i války s Japonskem, ve kterých se vypracoval na tajemníka středočínského byra ÚV KS Číny a politického komisaře Nové 4. armády, později Šantungské polní armády, Východočínské polní armády a Východočínského vojenského okruhu. V prvních letech Čínské lidové republiky stál v čele správy východní Číny jako  první tajemník východočínského byra ÚV KS Číny a předseda východočínského vojensko-administrativního výboru, po přeložení do Pekingu vedl organizační oddělení ÚV KS Číny. Roku 1954 byl v souvislosti s Kao Kangovou aférou a dalšími obviněními s kontrarevoluční činnosti odvolán z funkcí a roku 1955 zatčen. Následující léta vesměs strávil ve vězení.

## Život
Žao Šu-š’ se narodil 23. listopadu 1903 v okrese Lin-čchuan na východě provincie Ťiang-si. Studoval na střední škole v Nan-čchangu, od roku 1922 na Šanghajské univerzitě, následujícího roku vstoupil do Socialistického svazu mládeže Číny a roku 1925 do Komunistické strany Číny. Byl aktivní jak v komunistické straně, tak ve svazu mládeže, působil v Šanghaji a Ťiang-si, krátce byl generálním sekretářem svazu mládeže. Účastnil se povstání v Šanghaji roku 1927, roku 1928 odjel na studijní pobyt do Anglie, Francie a Sovětského svazu. Roku 1929 se vrátil do Číny, pracoval v Mandžusku jako tajemník svazu mládeže a zástupce tajemníka mandžuského výboru KS Číny.
V letech 1930-1931 byl více než rok vězněn kuomintangskými úřady. Po propuštění z vězení odjel do Sovětského svazu. V roce 1932 se vrátil do Šanghaje, kde působil jako předseda šanghajských odborů a vedoucí oddělení propagandy a generální tajemník všečínských odborů. Roku 1936 byl vyslán do Spojených států a Francie, kde působil jako tajemník zámořského výboru ÚV KS Číny a podílel se na práci čínskojazyčného tisku.
V roce 1939 se vrátil do Číny; sloužil v Nové 4. armádě jako zástupce tajemníka jihovýchodního byra ÚV KS Číny. V roce 1941, kdy byla Nová 4. armáda napadena kuomintangskou armádou a ztratila většinu svých vedoucích představitelů, převzal vedení politického oddělení armády. Po sloučení jihovýchodního byra ÚV s byrem střední nížiny do středočínského byra se stal zástupcem tajemníka byra (Liou Šao-čchiho).
V březnu 1942 byl Liou přeložen do Jen-anu a Žao ho nahradil jako zastupující tajemník a komisař Nové 4. armády, zodpovídal tak za řízení strany ve střední Číně, jako komisař se podílel na řízení vojenských operací podřízených vojsk. Na VII. sjezdu KS Číny v roce 1945 byl zvolen členem ústředního výboru a v srpnu téhož roku se obě jeho zastupující funkce v Nové 4. armádě změnily v regulérní.
Po vypuknutí další fáze čínské občanské války zastával funkci politického komisaře Šantungské polní armády, Východočínské polní armády a Východočínského vojenského okruhu, ve kterém sloužilo více než 360 000 vojáků. Koncem roku 1945 byl jmenován prvním tajemníkem východočínského byra ÚV KS Číny. Nicméně rok 1946 strávil v Pekingu, kde se účastnil jednání s kuomintangskými představiteli a pracoval v sekretariátu ústředního výboru, přičemž přechodně řídil organizační oddělení ÚV. Až v lednu 1947 se vrátil do Šan-tungu k vojskům Východočínské polní armády (od února 1949 3. polní armády).
Po vzniku Čínské lidové republiky v roce 1949 zastával Žao vedle funkce prvního tajemníka východočínského byra ÚV KS Číny také úřad předsedy východočínského vojensko-administrativního výboru, byl členem ústřední lidové vlády a prvním tajemníkem šanghajského městského výboru KS Číny (leden 1949 – leden 1950).
V roce 1953 byl přeložen do Pekingu a v dubnu 1953 (nebo už v srpnu 1952) jmenován vedoucím organizačního oddělení ÚV KS Číny, které mělo na starosti povyšování vyšších kádrů a doporučování kandidátů. Působil také ve Státní plánovací komisi a v celostátním vedení odborů. Kao Kang, který byl v roce 1953 také přeložen do Pekingu (z Mandžuska), soupeřil s Liou Šao-čchim o vliv ve vedení strany a státu. Kao věřil, že má podporu Mao Ce-tunga, Mao se však jednoznačně postavil za Liou Šao-čchiho. Lioua zprvu kritizoval také Žao, po Maově odmítnutí kritiky však prohlašoval, že s Liouem nesouhlasil v několika jednotlivých problémech, nikdy se však nestavěl proti němu a nechtěl jeho odvolání z funkcí. Přesto (kvůli konfliktu s členem politbyra Kchang Šengem) byl v dubnu 1954 zbaven vedení organizačního oddělení, které převzal Teng Siao-pching a označen za hlavního spojence Kao Kanga. Kao Kang v bezvýchodné situaci spáchal sebevraždu, Čao byl kromě účasti v Kao Kangově aféře obviněn z podpory Pchan Chan-niena (ve 30. a 40. letech blízkého spolupracovníka Čou En-laje a jednoho z vedoucích představitelů komunistických zpravodajských služeb, začátkem 50. let místostarosty Šanghaje) a některých dalších komunistů viněných ze zrady a spolupráce s Japonskem, roku 1955 vyloučen ze strany a uvězněn. Ve vězení se u něj projevila schizofrenie a roku 1965 byl podmínečně propuštěn. Po vypuknutí kulturní revoluce byl v roce 1967 znovu zadržen. Zemřel ve vězení 2. března 1975 ve věku 72 let. V 80. letech byli Pchan a další rehabilitováni a Žaova spolupráce s nimi přestala být pokládána za důkaz kontrarevoluční činnosti.
Otec Žao Šu-š’a, Žao S’-čcheng (1882–1958), působil jako místopředseda lidové vlády, resp. viceguvernér, provincie Ťiang-si.